# 남원 양씨 용성세고 목판
남원양씨 용성세고 목판(南原梁氏 龍城世稿 木板)은 대한민국 경상남도 함양군 지곡면 공배리에 있는, 정조 10년(1786)에 간행된 남원 양씨의 세고(世稿)로 모두 70장이다.
1997년 1월 30일 경상남도의 유형문화재 제334호 용성세고책판으로 지정되었다가, 2018년 12월 20일 현재의 명칭으로 변경되었다.

## 개요
정조 10년(1786)에 간행된 남원 양씨의 세고(世稿)로 모두 70장이며, 간행될 당시 판각된 능화경판 1장이 함께 소장되어 있다.
서문은 윤광소가 썼으며, 권1에는 양천지·양관·양응곤·양희, 권2에는 양홍수·양부·양황, 그리고 부록에는 유성룡·이이·송시열 등의 비문이 실려 있다.
이것은 당시 남원 양씨 가문의 내역을 알 수 있으며, 남원 양씨 가문의 인물과 교류했던 인물들의 관계 등을 파악할 수 있는 자료로 평가된다.

## 참고 문헌
- 남원 양씨 용성세고 목판 - 국가유산청 국가유산포털